# Князівська Ясновельможність

Герб князя Нассау

Його/Її Князівська Ясновельможність або Ваша Княжа Ясновельможносте (англ.: "His/Her Ducal Serene Highness"; абрв.: HDSH) — титул, який використовували члени певних княжих родів, таких як князі Нассау, Брагансу та правителі Ернестинських князівств (до 1844 р.). 
Цей титул був вищий за Ваша Ясновельможносте - "Serene Highness" (HSH), оскільки він мав прикметник "ducal" (відносно князя або герцога).
1844 року правителі Саксонських князівств Майнінген, Ґота та Альтенбурґа відмовилися від титулу «Ваша Княжа Ясновельможносте» й прийняти титул «Ваша Високість» —Highness (HH), що знаходився вище в табелі про ранги монарших титулів.